# Pont-de-Salars
Pont-de-Salars – miejscowość i gmina we Francji, w regionie Oksytania, w departamencie Aveyron. W 2013 roku jej populacja wynosiła 1698 mieszkańców. Przez gminę przepływają rzeki Viaur oraz Vioulou. 